# Юрген фон Халберщат
Юрген фон Халберщат (на немски: Jürgen von Halberstadt; * пр. 1505; † сл. 1557) е благородник от стария род Халберщат от Западен Мекленбург, господар в Ланген и Лютен Брютц, Леезен, Грамбов, Галентин, Камбс, Гьотзлов, херцогски съветник в Мекленбург.
Той е син на Кристиан фон Халберщат († сл. 1469), господар в Кл. Брютц, Камбс, Упал, Камин, фогт на Бойтценбург, и съпругата му Урсула фон Щралендорф († сл. 1460), дъщеря на Вике фон Щралендорф († сл. 1491) и съпругата му Ганз цу Путлитц. Внук е на рицар и унтер-маршал Хенинг III фон Халберщат († ок. 1441) и Армгард фон Плесен († пр. 1466).
Брат е на Хенинг фон Халберщат († сл. 1541) и Елизабет (Илзаба) фон Халберщат († сл. 1505), омъжена пр. 1481 г. за Дитрих фон Рор (* ок. 1444; † ок. 1506/1512), хауптман на Пригнитц, канцлер на маркграфа на Бранденбург и съветник, дукедом на Мекленбург.
Юрген фон Халберщат дава 1506 г. 6 коня против Любек. Той и брат му Хенинг са през 1516 г. съ-създатели на новия полицайски ред. Той дължи през 1530 г. 100 марки на църквата.
Благородническият род фон Халберщат е почти четири века уважавана фамилия с големи собствености в Западен Мекленбург и измира през 1783 г.

## Фамилия
Юрген фон Халберщат се жени	пр. 1510 г. за Маргарета фон Лютцов (* пр. 1496; † пр. 1512), дъщеря на Бартхолд фон Лютцов († 1523) и Аделхайд (Армгард) фон Паркентин. Те имат дъщеря:
- Маргарета фон Халберщат (* пр. 1512; † ок. 1542), омъжена за Кристоф Ганз цу Путлитц (1510 – 1566)

Юрген фон Халберщат се жени втори път пр. 1512 г. за Илзаба фон Хан (* пр. 1498; † сл. 1512), дъщеря на наследствения маршал рицар Николаус V фон Хан († 1500) и първата му съпруга Берта фон Бланкенбург († 1505). Те имат децата:
- Йоахим фон Халберщат († сл. 1573), женен ок. 1547 г. за Армгард фон Квитцов (* пр. 1520; † сл. 1564); имат два сина и две дъщери
- Магдалена фон Халберщат († 2 ноември 1584), омъжена за Ото VI фон Арним „Млади“ (* ок. 1513; † 15 януари 1583)